# Adcrocuta

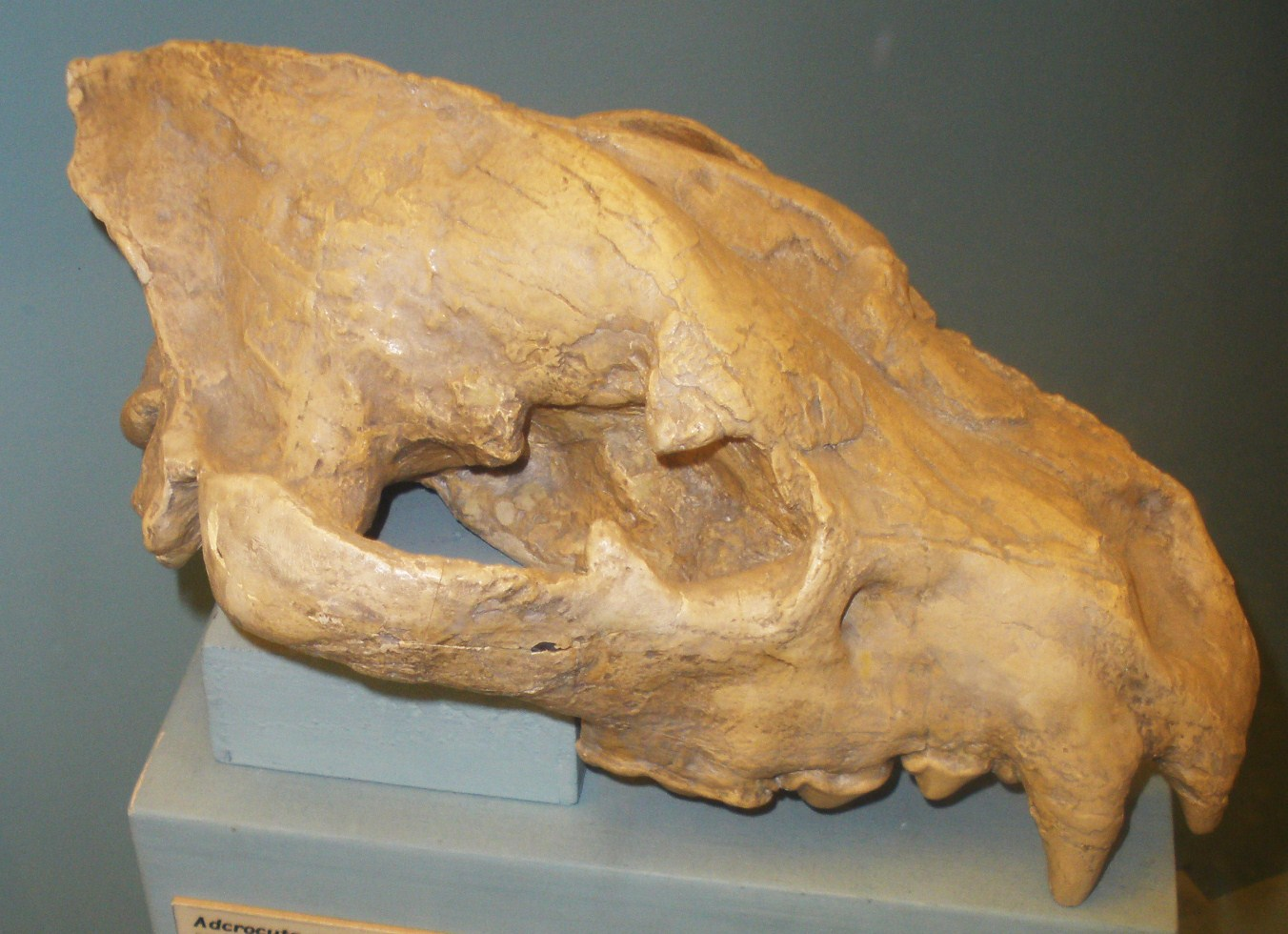
A. eximia.

Adcrocuta é um gênero extinto de um animal terrestre carnívoro da família Hyaenidae, que viveu durante o período Mioceno.